# 诺格拉德绍卡尔
诺格拉德绍卡尔，是匈牙利诺格拉德州所辖的一个村。总面积18.79平方公里，总人口592，人口密度31.5人/平方公里（2011年1月1日）。